# Enrique García-Máiquez
Enrique García-Máiquez (Murcia, 1969) es un poeta, crítico literario, escritor, profesor, columnista y traductor español. 

## Biografía
Nacido en Murcia, vive desde siempre en El Puerto de Santa María. Estudió Derecho en la Universidad de Navarra. Es profesor en un instituto de secundaria de Puerto Real (Cádiz).  Forma parte del cuadro de profesores del Instituto de Ciencias Sociales, Económicas y Políticas. Está casado y tiene dos hijos.
Mantiene una columna de opinión en los periódicos del Grupo Joly, cuyo diario más importante es el Diario de Cádiz y también en El Debate y La Gaceta; colabora también en revistas como Nuestro Tiempo y Misión. Ha publicado tres selecciones de sus artículos en forma de libro. 
Ha escrito ensayos y artículos de crítica literaria en prensa y revistas especializadas, como Clarín, Suma Cultural, Ambos Mundos, Númenor, Leer por leer o Poesía digital. Codirigió la revista literaria Nadie parecía para la editorial Renacimiento (Premio Nacional a la Edición en 2003).
Publica un dietario, del que han aparecido cuatro volúmenes. 
Ha publicado un ensayo, Gracia de Cristo. Ha recibido el I Premio de Ensayo Sapientia Cordis, de la Fundación Universitaria San Pablo CEU, por Ejecutoria (una hidalguía del espíritu).
Ha escrito dos libros de aforismos y publica regularmente aforismos en Vozpopuli.
En 2022 fue nombrado académico de número a la Real Academia Hispano Americana de Ciencias, Artes y Letras. En 2023 fue nombrado académico correspondiente en la Real Academia Sevillana de Buenas Letras.
En las elecciones de 2023 fue número uno de la lista de Vox al Senado por Cádiz.

## Valoración crítica de su poesía
Como poeta, sus dos primeros libros los encuadró Ángel Luis Prieto de Paula (dentro del contexto de su descripción de la poesía española de finales del siglo XX) en la línea de la poesía que sigue una senda de rehumanización y busca un arte de vocación totalizadora.
Su tercer libro de poesía, Casa Propia, Jesús Beades lo consideró un paso adelante respecto a los dos primeros y resaltó que el oficio aprendido, que es capaz de hilvanar en un detalle toda una tradición literaria (en español y en otras lenguas), no se deja de lado, sino que se entierra en los cimientos de la emoción buscada, de la cercanía mayor a la vida. Para Abel Feu su poesía hasta ese momento destacaba por su humor, juegos y distorsiones idiomáticas, dominio métrico, versatilidad estrófica, cercanía y cotidianidad (...), todo sostenido por el meditado impulso lírico y la visión trascendente.
Su poemario Con el tiempo, recibió críticas muy elogiosas. En el recuento anual de la mejor poesía española de 2010 en Insula, Araceli Iravedra decía que: continúa una poesía de textura narrativa, bienhumorada y elegíaca, 'arraigada' en la cotidianidad y en la tradición, donde la palmariedad expositiva y el dominio del metrismo clásico conforman una manera expresiva que se aparta (y parodia abiertamente) los usos de la «ruinosa y resumida» poesía posmoderna. A. Sáenz de Zaitegui afirmaba en El Cultural: Contra el escaparate de la tragedia tira E. G.-M. su piedra. Con el tiempo no pierde la paradoja ni en lo eterno (Jesucristo) ni en lo perecedero (todo), combatiendo el cliché a base de endecasílabos innegociables, perspectivas with-a-twist y mucha desmitificación. Cada poema, una declaración de principios: "Por si la realidad imita al arte, / escojo la comedia". Por su parte Raúl Alonso, en Poesía Digital. decía que García-Máiquez logra contener en este libro un difícil equilibrio entre el lirismo meditativo del poeta y la narratividad de observador postmoderno y lo califica de amplio y atrevido, pero sobre todo alegre.
En 2019 se editó Mal que bien, del que dijo José Luis García Martín que tiene  una versificación tradicional que no suena a consabida gracias a los quiebros de su coloquialismo. El artificio retórico –que denota una gran sabiduría técnica– juega a hacerse invisible. Ya Armando Pego afirmaba que el libro demuestra un espléndido dominio técnico y una refinadísima sensibilidad vital 
En 2022 publicó Inclinación de mi estrella, del que dijo Armando Pego que ofrece así un ejercicio introspectivo de sencilla hondura, como si fuera realizado al vuelo, sin pretensiones.
Poco después aparecieron sus poesías completas (hasta la fecha) en Verbigracia. Según José Luis García Martín se muestra ahí como un poeta que sabe expresar como pocos el misterio y el asombro de vivir y lo considera un poeta sin adjetivos, uno de los grandes poetas de las últimas generaciones.
Su poesía ha aparecido también en varias antologías: las de Magalhães, Guillen Acosta, Baltanás, García Gil y Feu.

## Premios
- Premio Sapientia Cordis de Ensayo (2024), otorgado por la Fundación San Pablo CEU.[15]

## Publicaciones

### Poesía
- Haz de luz (Pre-Textos, Valencia, 1996). Premio Villa de Cox.
- Ardua mediocritas (Ánfora Nova, Rute, 1997). Premio Nacional de Poesía "Mariano Roldán", 1996.
- Casa propia (Renacimiento, Sevilla, 2004).
- Alguien distinto [Plaquette] (Colección Haiku. Los papeles del sitio, Valencina, 2005).[16]
- Con el tiempo (Renacimiento, Sevilla, 2010)
- Mal que bien (Colección Adonáis, Rialp, Madrid, 2019)[17][18]
- Inclinación de mi estrella (Los Papeles del sitio, Valencina, 2022).[19]
- Verbigracia [Poesía completa] (La Veleta, Granada, 2022).[20]

### Ensayo
- Gracia de Cristo (Monóculo, Madrid, 2023).[21][22][23]

- Ejecutoria. Una hidalguía del espíritu (CEU Ediciones, Madrid, 2024).[24][25][26]

### Diarios
- Lo que ha llovido (Númenor, Sevilla, 2009).[27]
- El pábilo vacilante (Renacimiento, Sevilla, 2012).[28]
- Un largo etcétera (Númenor, Sevilla, 2016).[29][30]
- Contentamiento de haber nacido (Madrid, Homo Legens, Colección Ibarra Real, 2025).

### Aforismos
- Palomas y serpientes (La Veleta, Comares, Granada, 2015).[31]

- El vaso medio lleno (More Ediciones, Madrid, 2020).[32]

### Colecciones de artículos
- De ida y vuelta (La Isla de Siltolá, Sevilla, 2011).
- Un paso atrás (Rialp, Madrid, 2012).
- El burro flautista (Comares, Granada, 2021).

### Ediciones de otros escritores
- De Miguel d'Ors: 2001. Poesías escogidas (Númenor, Sevilla, 2001).
- De Luis Rosales: Antología poética (Rialp, Madrid, 2005).
- De José Miguel Ibáñez Langlois: Oficio (Antología poética) (Númenor, Sevilla, 2006).
- De Pedro Sevilla: Todo es para siempre. Antología poética (Renacimiento, Sevilla 2009).
- De José Jiménez Lozano: El precio. Antología poética (Renacimiento, Sevilla 2013).
- De varios autores: Tu sangre en mis venas. Poemas al padre (Renacimiento, Sevilla, 2017).[33]
- De Luis Rosales: [...] Aforismos extraídos (Siltolá, Sevilla, 2018).
- De G. K. Chesterton: Un buen puñado de ideas. AForismos sobrevenidos, con Luis-Daniel González, (Renacimiento, Sevilla, 2018).

### Traducciones de poesía
- De G. K. Chesterton: Lepanto y otros poemas. Poemas escogidos (Renacimiento, Sevilla, 2003).
- De Mario Quintana: Puntos suspensivos (antología) (Los papeles del sitio, Valencina, 2007).[34]
- De William Shakespeare  y otros: Tomás Moro (Rialp Ediciones, Madrid, 2012), en colaboración con Aurora Rice.
- De Mario Quintana: Intenta olvidarme (antología) (Rialp Ediciones, Colección Adonáis, 2018).

### Prólogos a libros ajenos
- De Pablo Moreno Prieto, De alguna manera (Altair, Sevilla, 1999).
- De G. K. Chesterton, La superstición del divorcio (traducción de Aurora Rice) (Los papeles del sitio, Valencina 2007).
- De Miguel d'Ors, Virutas de taller (Los papeles del sitio, Valencina 2007).
- De Aquilino Duque, Los agujeros negros (Paréntesis, Sevilla, 2009).
- De Pedro Sevilla, Todo es para siempre (Renacimiento, Sevilla, 2009).
- De G. K. Chesterton, La cosa y otros artículos de fe (edición suya y traducción conjunta con Aurora Rice) (Renacimiento, Sevilla 2010).
- De W. R. Titterton, G. K. Chesterton, mi amigo (edición suya y traducción conjunta con Aurora Rice) (Rialp, Madrid 2011).
- De José Manuel Mora Fandos, Tan bella, tan cerca (Escritos sobre estética y vida cotidiana) (La Isla de Siltolá, Sevilla 2011).
- De José Cereijo, Antología personal (Polibea, Madrid, 2011).
- De José Jiménez Lozano, El precio (Renacimiento, Sevilla, 2013).
- De Karmelo C. Iribarren, Diario de K. (Renacimiento, Sevilla, 2014)
- De Fabriçe Hadjadj, "Últimas noticias del hombre (y de la mujer)" (Homo Legens, Madrid, 2018)
- De Roger Scruton, "Cómo ser conservador" (Homo Legens, Madrid, 2018)